# Edmund Dell

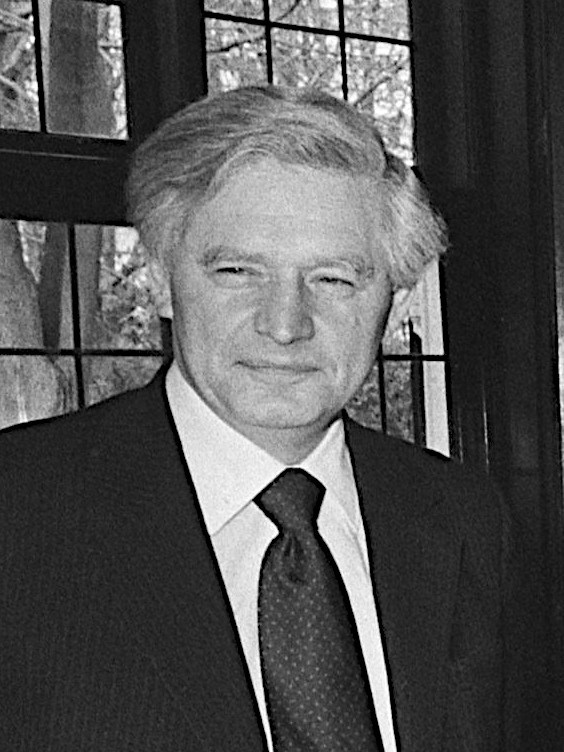
Edmund Dell (1979)

Edmund Emmanuel Dell PC (* 15. August 1921 in London; † 28. Mai 1999 ebenda) war ein britischer Politiker der Labour Party.

## Leben
Dell, Sohn eines jüdischen Fabrikanten, leistete nach dem Besuch der Dame Alice Owen’s School in Potters Bar während des Zweiten Weltkrieges seinen Militärdienst beim King’s Royal Rifle Corps sowie der Royal Artillery der British Army und wurde dort zuletzt zum Oberleutnant befördert. Nach Ende des Krieges studierte er am Queen’s College der University of Oxford und trat während dieser Zeit der Communist Party of Great Britain (CPGB), in der er auch Denis Healey kennenlernte.
Nach Beendigung des Studiums war er zuerst von 1947 bis 1949 Lecturer für Moderne Geschichte am Queen’s College. Im Anschluss wurde Dell 1949 Außendienstmitarbeiter von Imperial Chemical Industries (ICI) für Lateinamerika und stieg später zum Vizepräsidenten der Abteilung für Plastik von ICI auf. Daneben begann er eine politische Laufbahn in der Kommunalpolitik und war zwischen 1953 und 1960 Mitglied des Stadtrates von Manchester. Während dieser Zeit war er von 1958 bis 1961 auch Mitglied des Handelsrates von Manchester und Salford sowie später von 1963 bis 1964 Forschungswissenschaftler (Research Fellow) der University of Manchester.
Dell wurde als Kandidat der Labour Party bei den Unterhauswahlen vom 15. Oktober 1964 erstmals zum Abgeordneten in das House of Commons gewählt und vertrat dort bis zum 3. Mai 1979 den Wahlkreis Birkenhead.
1965 wurde er zunächst Parlamentarischer Privatsekretär von John „Jack“ Diamond, dem Chefsekretär des Schatzamtes (Chief Secretary to the Treasury), anschließend 1966 Parlamentarischer Sekretär im Technologieministerium sowie 1967 Unterstaatssekretär im Wirtschaftsministerium in der Regierung von Premierminister Harold Wilson. Zuletzt war er zwischen 1968 und 1970 Staatsminister im Kabinett Wilson und zwar zuerst im Handelsministerium (Board of Trade) und dann 1969 im Ministerium für Beschäftigung und Produktivität.
Während der nachfolgenden Oppositionsjahre wurde er 1973 zuerst kommissarischer Vorsitzender und schließlich von 1973 bis 1974 Vorsitzender des Unterhausausschusses für öffentliche Konten (Public Accounts Committee) und damit Nachfolger von Harold Lever.
Nach dem Wahlsieg der Labour Party bei den Unterhauswahlen vom 28. Februar 1974 berief ihn der wieder an die Macht gekommene Premierminister Wilson zum Generalzahlmeister (Paymaster General). Im Anschluss war Dell von April 1976 bis November 1978 Handelsminister (Secretary of State for Trade) in der Regierung von Wilsons Nachfolger James Callaghan.
Nach seinem Ausscheiden aus dem Unterhaus wechselte Dell in die Privatwirtschaft und war 1979 bis 1982 Vorstandsvorsitzender und Chief Executive Officer (CEO) der Guinness Peat Group, einer in London ansässigen Investmentholding. 1981 verließ er die Labour Party wegen deren politischen Kurs und trat stattdessen der von den ebenfalls ehemaligen Labour-Politikern Roy Jenkins, David Owen, Bill Rodgers und Shirley Williams gegründeten Social Democratic Party (SDP) bei.
Zwischen 1982 und 1987 war er Vorsitzender des neugegründeten Fernsehsenders Channel 4 und wurde anschließend in dieser Funktion von Richard Attenborough abgelöst. 1988 wurde er schließlich Mitglied der Liberal Democrats und engagierte sich in der Folgezeit von 1988 bis 1993 als Vorsitzender eines Trusts zur Reform der Justizvollzugsanstalten (Prison Reform Trust). Er war darüber hinaus zwischen 1988 und 1990 erst Vizepräsident und dann von 1991 bis 1992 Präsident der Handelskammer zu London.

## Veröffentlichungen
Neben seiner politischen Laufbahn veröffentlichte Dell zahlreiche Bücher zu politischen, historischen und wirtschaftspolitischen Themen wie:
- Brazil: the dilemma of reform, London 1964
- Political responsibility and industry, London 1973, ISBN 0-04-322003-7
- The politics of economic interdependence , 1977, ISBN 0-333-44037-4
- Bucking the market: the role of political institutions : the example of Europe, London 1988
- A hard pounding: politics and economic crisis, 1974–1976, Oxford 1991, ISBN 0-19-828394-6
- The Schuman plan and the British abdication of leadership in Europe, Oxford 1995, ISBN 0-19-828967-7
- The Chancellors: a history of the Chancellors of the Exchequer, 1945–90, London 1996, ISBN 0-00-255558-1
- Strange Eventful History. Democratic Socialism in Brazil, 2000, ISBN 978-0-00-255937-9

Neben eigenen Veröffentlichungen verfasste er aber auch Buchkritiken für die Literaturzeitschrift London Review of Books wie zum Beispiel zu Barbara Castles Autobiografie The Castle Diaries.